# Ciudad mágica
«Ciudad mágica» es una canción del grupo musical argentino Tan Biónica, siendo el primer sencillo de su tercer álbum de estudio Destinología. Esta canción, junto a otras como «Ella», «Las cosas que pasan», «La melodía de Dios» y «Obsesionario en La Mayor», es una de las más reconocidas del grupo y contribuyó a expandir la fama del mismo internacionalmente.

## Historia y descripción
Tras su lanzamiento, la canción fue muy bien recibida tanto por la crítica como por los fanáticos del grupo musical. Inmediatamente después de su lanzamiento la canción alcanzó el primer puesto del Top 20 en Argentina. Chano durante sus shows en 2012 y 2013 siempre citaba lo siguiente:

"Será tan solo el recuerdo de antiguos carnavales, o será la pena que florece loca por tus arrabales. «Ciudad Mágica» de Buenos Aires, capital mundial del desencuentro, cada vez que te recorro te encuentro maravillosa, por fuera y por dentro"

## Video musical
El video musical de «Ciudad mágica» muestra como jóvenes realizando actividades cotidianas en la ciudad de Buenos Aires se encuentran con una luz roja, que terminaría siendo un portal hacia una fiesta. Además, en el videoclip se pueden observar varias referencias hacia Budweiser, el patrocinador oficial del tema.